# Golzheim

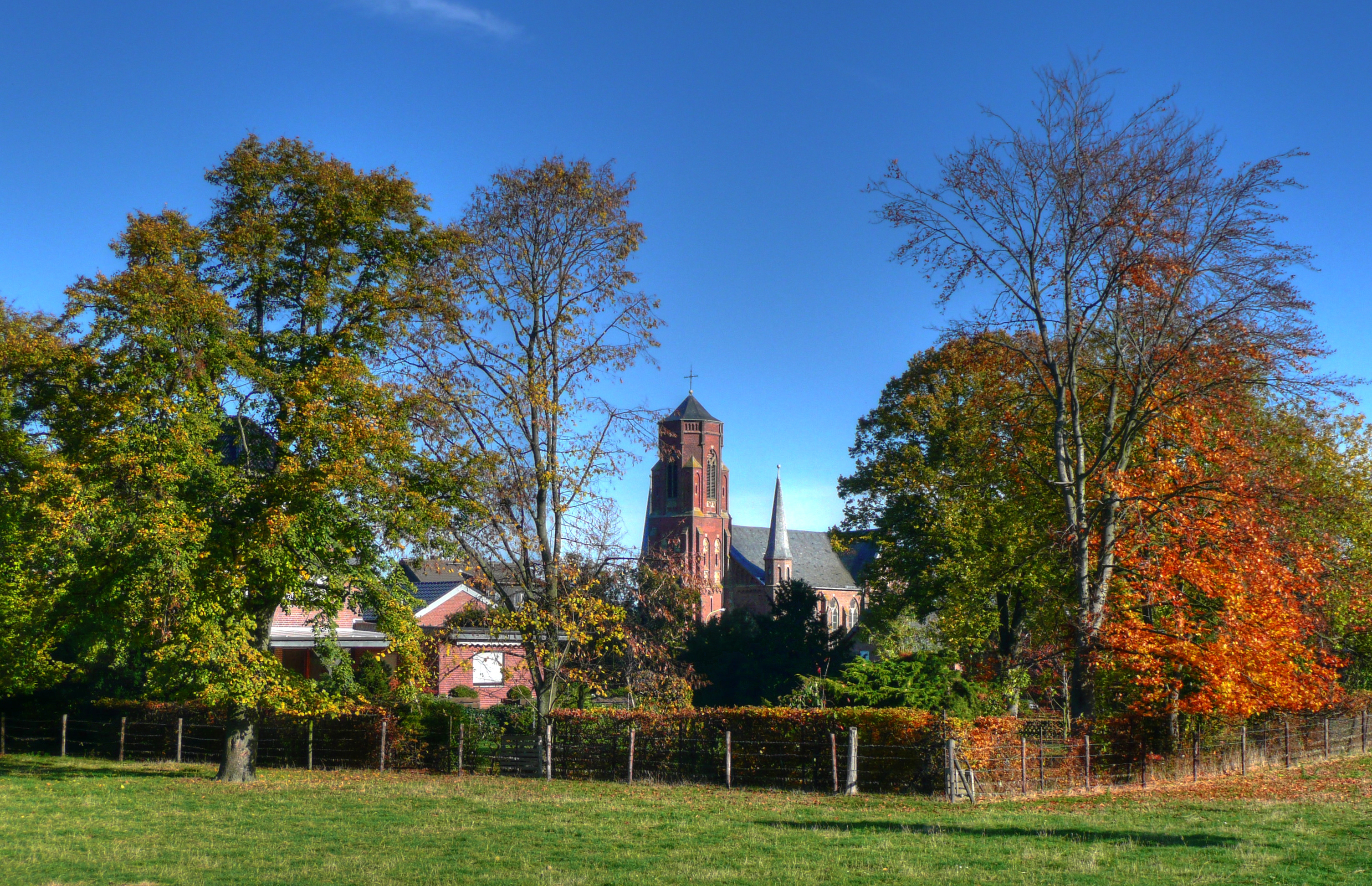
Wenauer Hof und Pfarrkirche

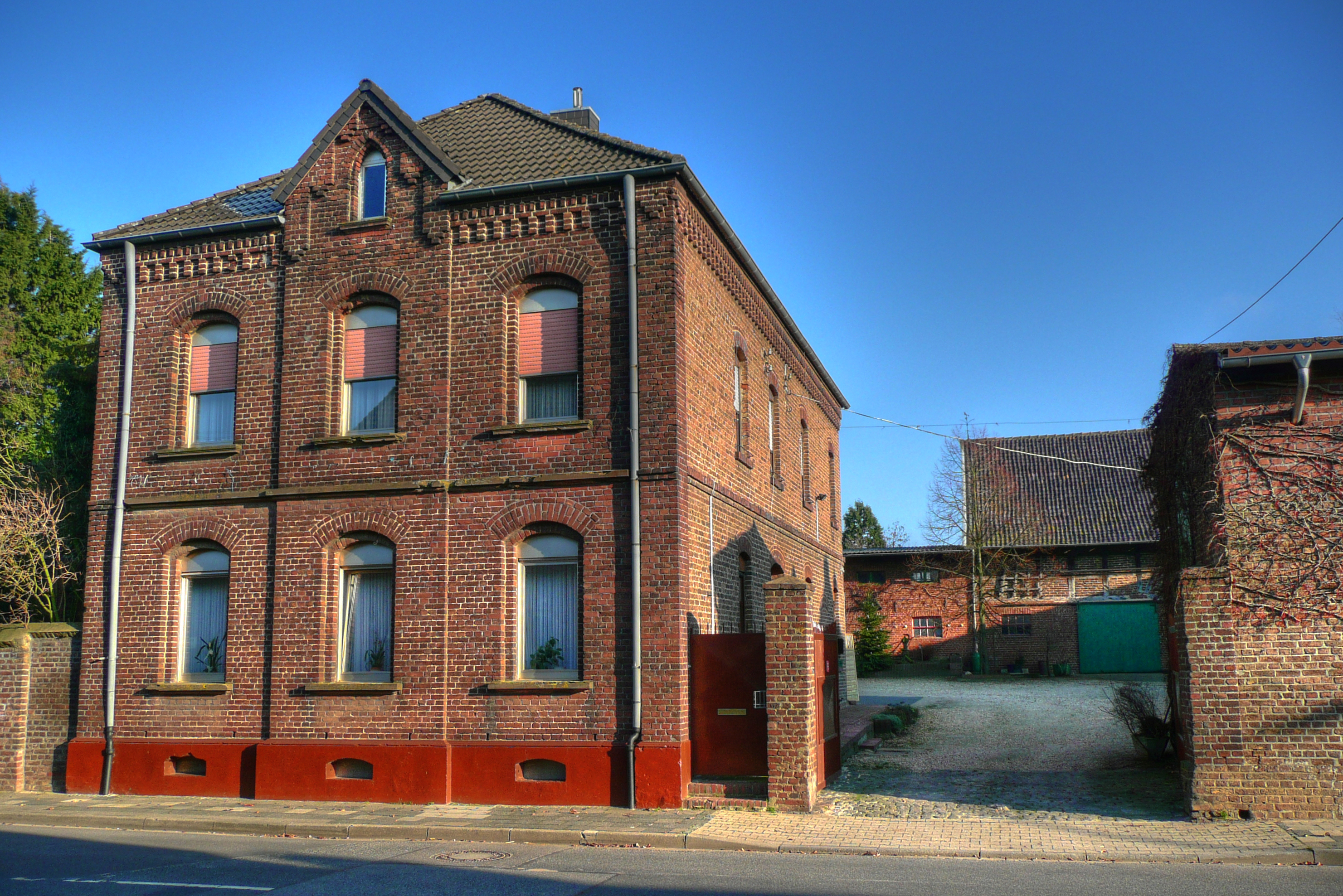
Landwirtschaftliches Anwesen in der Buirer Straße (19. Jahrhundert)

Golzheim ist ein Ortsteil der Gemeinde Merzenich im Kreis Düren, Nordrhein-Westfalen.

## Geographie

### Lage
Golzheim liegt in der Zülpicher Börde. Der Ort grenzt östlich an Blatzheim, nördlich an Buir (beide Kolpingstadt Kerpen), südlich an Eschweiler über Feld (Gemeinde Nörvenich) und westlich an Merzenich.

## Geschichte

### Vor der ersten Jahrtausendwende
Steinzeitliche Werkzeugfunde deuten darauf hin, dass die Golzheimer Gemarkung bereits in prähistorischer Zeit besiedelt war.
Erste konkrete Besiedlungsspuren in Golzheim stammen aus gallo-römischer Zeit. Ein am 4. März 1933 in Golzheim gefundener römischer Sarkophag ist heute im Pfarrgarten vor der Fatimakapelle aufgestellt. Der Sarkophag barg einen Bleisarg mit einem Skelett. Leider war das Grab beraubt, so dass außer einigen Tonscherben und einer gänzlich verwitterten Münze keine Grabbeigaben zu finden waren. Im Mai 1933 wurden in unmittelbarer Nähe der Sarkophagfundstelle fünf einfache römische Erdgräber entdeckt, im August 1933 zwei weitere. Weitere Zeugnisse dieser Epoche sind Hypokaustum und Grundmauern einer Villa, der Torso einer Jupiterstatue und behauene Säulenreste mit Kapitellen.

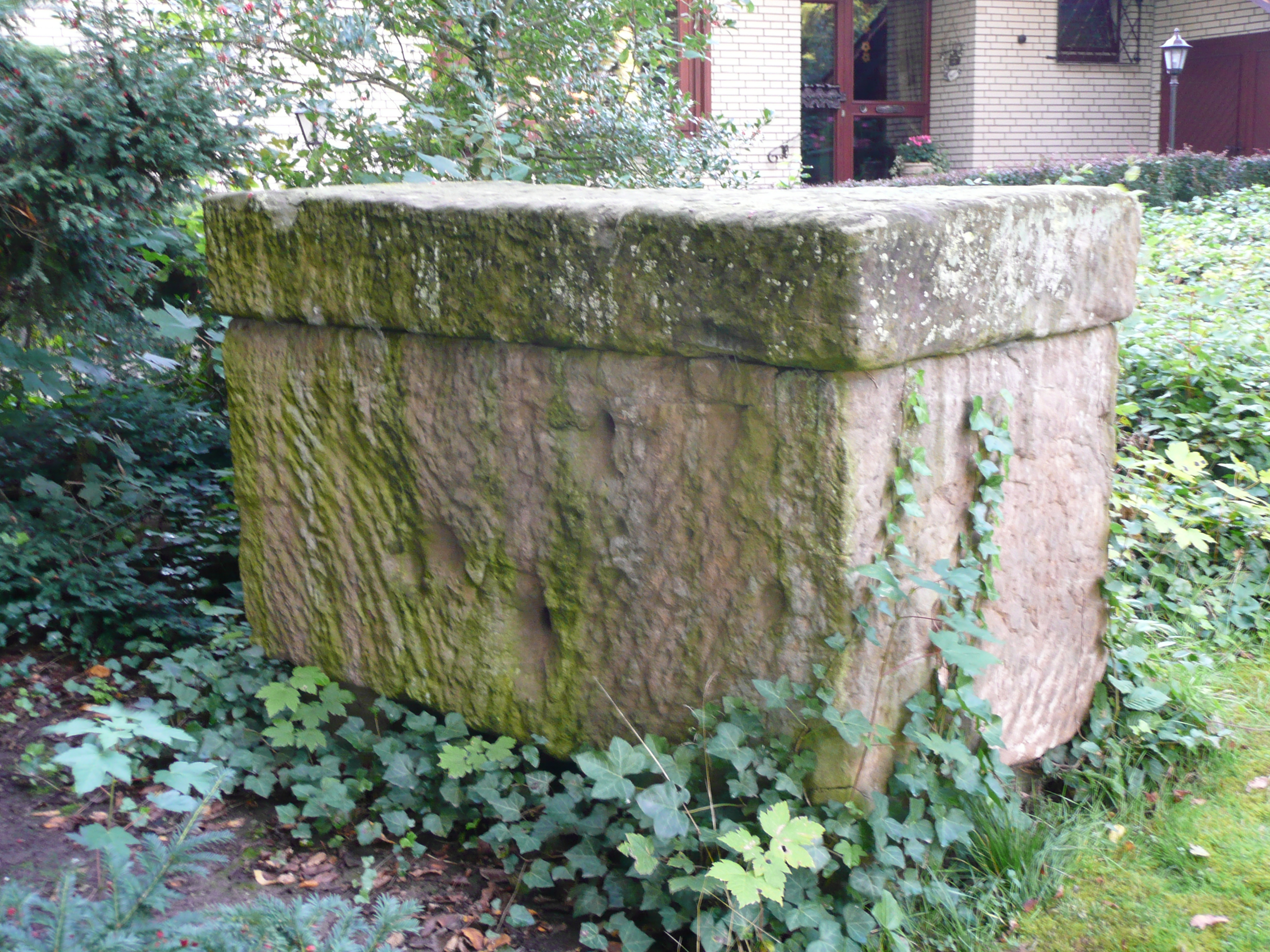
Römischer Sarkophag im Pfarrgarten

Der Name des Ortes ist vermutlich von einem Personennamen aus der Zeit der Franken abgeleitet. Golzheim war demnach das Heim des Gotolf oder des Godulf. Einer späteren Legende nach gehörte Golzheim am Anfang des 9. Jahrhunderts zu denjenigen Dörfern, die Anteil am vom heiligen Arnold von Arnoldsweiler verteilten Bürgewald hatten, den dieser wiederum von Kaiser Karl dem Großen erhalten hatte.

### 11. bis 14. Jahrhundert
In den Regesten der Erzbischöfe von Köln wird der Ort Golzheim am 28. November 1015 erstmals erwähnt. Das Kloster Saint-Omer und das Stift St. Bertin, beide im heutigen Département Pas-de-Calais (Frankreich) gelegen, hatten dort Besitzungen.
1143 wird die Kirche als Pfarrkirche zu Godelsheim erwähnt.
Im Januar 1300 wurde ein Hof zum Pütz, gelegen in strata publica apud Godelsheym coram iudice loci et scabinis de Hoynkirgin, an St. Gereon in Köln verkauft. Hierbei wird ein Ackerstück prope agros conventus de Weynowe erwähnt, woraus folgt, dass das Prämonstratenserinnenkloster Wenau bei Düren bereits zu dieser Zeit Besitz in Golzheim hatte.
Eine Pfarrkirche zu Godelsheim erwähnt der ebenfalls um 1300 entstandene liber valoris, das älteste Verzeichnis der Pfarreien der Erzdiözese Köln. Jedoch sind weder Gestalt noch Standort des damaligen Kirchenbaues bekannt.
In einer Urkunde des Jahres 1360 bestätigt Herzog Wilhelm I. von Jülich die Verpflichtung zur Lieferung des Wachszins an die Pfarrkirche von Arnoldsweiler von insgesamt 26 am Bürgewald gelegenen Orten. Unter den 26 Orten ist auch Gailßheim aufgeführt. All diese Orte, so auch Golzheim, mussten jährlich am Pfingstdienstag den Wachszins nach Arnoldsweiler bringen. Dabei mussten die Golzheimer eine Kerze von 4 Pfund Wachs abliefern. Dieses Kerzenopfer ist, wie oben bereits erwähnt, auf die Legende des hl. Arnoldus zurückzuführen, durch den die aufgeführten Orte den Wald nutzen durften. Zuvor stand dieser unter kaiserlichem Wildbann. Über Jahrhunderte nutzten die berechtigten Gemeinden den Wald gleichermaßen, erst 1775 wurde jeder Gemeinde ein spezifisches Waldstück zugewiesen. Golzheim erhielt ebenfalls ein Stück des Waldes, die Golzheimer Bürge.

### 15. Jahrhundert
Seit 1428 war die Abtei Steinfeld in Golzheim begütert.
Die älteste Urkunde des Golzheimer Pfarrarchivs datiert vom 14. Juni 1495. Peter Bruwer van Golshem und seine Frau Fye (Sophia) stiften aus ihrem Vermögen in Golzheim eine erbliche Jahresrente. Diese beträgt zwölf Malter Roggen Dürener Maß und zwölf Pfennige für einen wöchentlichen göttlichen Dienst zweier Messen, eine sonntags und eine freitags, ferner zwei Pfund Wachs zu diesen Messen, welche ewiglich am Golzheimer St. Nikolaus Altar gehalten werden sollen. Verbunden mit der Stiftung ist die Einrichtung einer Vikarstelle, deren erster Inhaber der Sohn der Stifter werden soll, Emmerich Bruwer. Nach dessen Tod sollen die Brudermeister „der loevelicher broderschafft dere hochgeloeffter hilliger Jonfferen Marien … und des hilligen paiß sent Gregorius, eyn patrone dere kirchen zo Golshem“, die Wahl der Nachfolger übernehmen und die Durchführung der Stiftung beaufsichtigen. Bei der Wahl eines geeigneten Geistlichen sollen gebürtige Golzheimer den Vorzug vor anderen erhalten. Zum Pfand setzen die Stifter genau spezifizierte Stücke Ackerland im Golzheimer Felde. Die Vikarie sollte mehr als drei Jahrhunderte überdauern, um immer wieder den geistlichen Nachwuchs aus Golzheim zu fördern.

### 16. Jahrhundert
Die Gerichtserkundigung von 1554/55 zählt Golzheim zum Gericht Hochkirchen. Es wird dort u. a. empfohlen, die Gerichte Eschweiler über Feld, Manheim, Buir und Golzheim zu vereinigen und alle zwei Wochen in Golzheim Gericht zu halten. 1556 ist dieses Gericht bereits eingerichtet. Dies ergibt sich aus einem mit diesem Jahr datierten Siegel, einer Urkunde des Herzogs Johann Wilhelm von Jülich von 1605 sowie zahlreichen vom Gericht Golzheim ausgestellten Urkunden. Die vorgeschlagene Gerichtsvereinigung lässt sich erst durch Quellen des 18. Jahrhunderts belegen, hat aber sicher bereits 1556 stattgefunden.
Die Pest forderte in den Jahren 1578 bis 1582 viele Menschenleben.
Die zweite Hälfte des 16. Jahrhunderts war im Amt Nörvenich, zu dem Golzheim gehörte, durch die Streitigkeiten um das im Truchsessischen Krieg von spanischen Truppen besetzte Kerpen bestimmt. Wiederholt wurde in diesen Jahren Golzheim von plündernden spanischen Landsknechten heimgesucht. Den schwärzesten Tag erlebte Golzheim am 21. Februar 1588. Spanische Truppen überfielen den Ort, brachen die Kirche auf, raubten zwei Kelche und eine Monstranz und zerstreuten die Hostien auf dem Boden. Die Bewohner flüchteten mit ihren Familien und verließen die Stätte des Grauens. Das ganze Dorf wurde ausgeplündert, Kühe, Schafe und Schweine wurden geraubt.

### 17. Jahrhundert
Zu Anfang des 17. Jahrhunderts war Johann Sieger Statthalter zu Golzheim. Der Statthalter war ein Mitglied des Schöffenkollegs und Vertreter des Vogts oder des Vogteiverwalters, wenn diese abwesend waren. Sieger starb 1613 oder 1614.
Das Jahr 1607 war durch einen weiteren Ausbruch der Pest gekennzeichnet.
Im Dreißigjährigen Krieg – am 29. Dezember 1639 – stand der kaiserliche General Freiherr Wilhelm von Lamboy mit seinen Truppen bei Golzheim und sandte einen Boten nach Düren mit der Bitte, ihn mit seinem Hofstaat und 100 Mann zu Fuß aufzunehmen. Für den Nachbarort Buir ist durch den Augenzeugenbericht des dortigen Pfarrers Bertram Breuer verbürgt, dass an diesem Tag die Kirche und der Ort durch mehrere tausend Männer der Lamboy’schen Soldateska verwüstet wurden. Ob Golzheim ein ähnliches Schicksal erfuhr, ist nicht bekannt. Gleichwohl ist dies aber anzunehmen, da die damaligen Heere hauptsächlich aus dem von ihnen gerade besetzten Lande lebten.
1665 und Anfang 1666 wütete wieder die Pest in Golzheim. Diese letzte bekannte Pestepidemie forderte etwa 120 Todesopfer, was vielleicht ein Drittel der damaligen Gesamtbevölkerung Golzheims ausgemacht haben dürfte. Der damalige Pfarrer Otto Molitoris führte zu dieser Zeit eine Sammlung innerhalb der Pfarrgemeinde für einen Marienaltar in der Kirche durch. Der Marienaltar enthielt ein Gemälde, das die bekannte Stelle aus dem Johannesevangelium illustrierte, in der Martha zu Jesus sagt: „Herr, dein Freund ist krank.“ Molitoris wollte damit seine durch Pest dahinsiechende Pfarrgemeinde mit dem biblischen Lazarus vergleichen, den Jesus schließlich von den Toten auferweckte. Gleichzeitig stellte der Pfarrer seine Gemeinde auf diese Weise unter den besonderen Schutz der Muttergottes. Sein Nachfolger Otto Curtius berichtet, Molitoris habe weiterhin zwischen Ostern und Pfingsten des Jahres 1666 mindestens drei sakramentale Prozessionen durchgeführt, bis das Sterben plötzlich endete. Diese Prozessionen fanden mit den Reliquien der Heiligen Gregor und Dionysius statt und führten um das gesamte Dorf. Sie endeten in der Pfarrkirche. Vorbild für Molitoris war hierbei Papst Gregor der Große, der Namenspatron der Golzheimer Pfarrkirche, der nach der Legende auf ähnliche Weise die Stadt Rom von einer Pestepidemie befreit haben soll.
Im Jahre 1676 herrschte in Golzheim eine Ruhrepidemie, der viele Einwohner zum Opfer fielen. Auch Pfarrer Otto Molitoris starb am 25. September 1676 an der Krankheit.
Die letzten Jahrzehnte des 17. Jahrhunderts waren im Amt Nörvenich durch die Kriege Ludwig XIV. gekennzeichnet. Wiederholt wurden Ernten vernichtet, Dörfer niedergebrannt, die Bewohner beraubt und misshandelt. Zu Beginn des Pfälzischen Erbfolgekriegs wurde am 21. Februar 1688 der Ort Kauweiler dem Erdboden gleichgemacht. Buir und Golzheim erlitten das gleiche Schicksal.

### 18. Jahrhundert
1718 wurde die Marianische Schützenbruderschaft, die zuvor längere Zeit faktisch nicht existent war, neu gegründet.
Im Herbst 1739 wurden die Gerichte Nörvenich und Golzheim vereinigt. Die Bezeichnung lautete fortan – bis zur weiteren Vereinigung mit dem Gericht Hambach – combinirte gerichter Nörvenich und Golzheim. Gerichtsvorsitzender blieb der Vogt des Amtes Nörvenich, Gerichtsort war nun Düren. Damit tagte das Gericht nach 183 Jahren nicht mehr in Golzheim.
Am 15. Oktober 1766 entstand im Haus einer Witwe ein Brand, dem zehn Häuser in der heutigen Buirer Straße zum Opfer fielen, darunter das Hauptgebäude der Stacherburg, von dem nur die Grundmauern übrig blieben. Es war ein Todesopfer zu beklagen.
Im ersten Koalitionskrieg nahmen in der Nacht vom 2. zum 3. Oktober 1794 französische Truppen Golzheim ein. Das Dorf war danach von Frankreich besetztes Gebiet und wurde nach dem Frieden von Basel im Jahre 1795 französisches Staatsgebiet. Der Frieden von Campo Formio im Jahre 1797 bestätigte diesen Status.

Historische Karte des Golzheimer Ortskerns (zwischen 1882 und 1895)

### 20. Jahrhundert
Von November 1939 bis Mai 1940 war das Sturzkampfgeschwader 2 „Immelmann“ mit Flugzeugen des Typs Ju 87B auf einem Feldflugplatz bei Golzheim stationiert. Am 5. Dezember 1944 wurde Golzheim auf Befehl des Reichsverteidigungskommissars geräumt. Am 26. Februar 1945 nahmen amerikanische Truppen Golzheim ein.

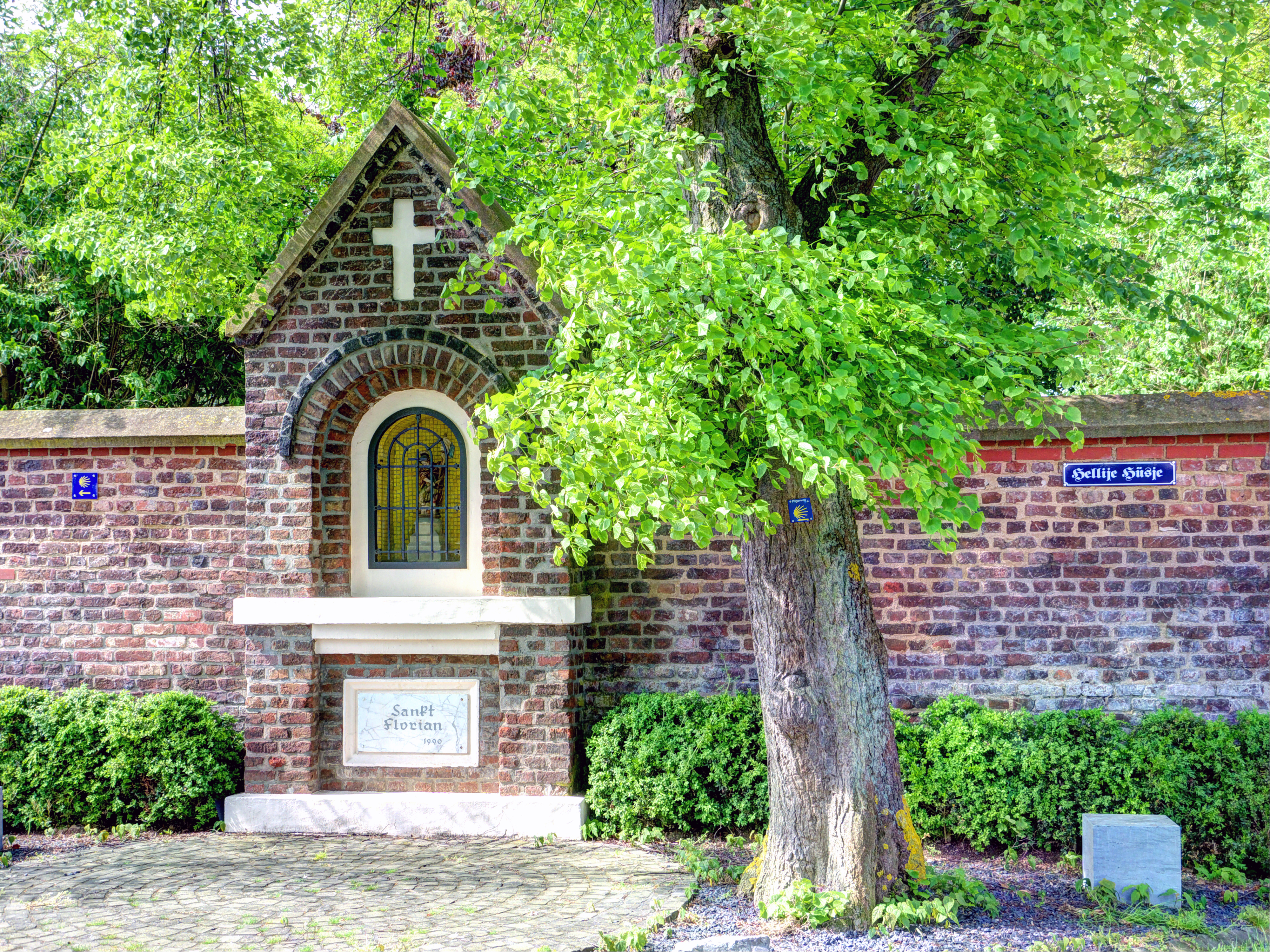
Heiligenhäuschen (St. Florian)

Golzheim wurde am 1. Juli 1969 nach Merzenich eingemeindet.

## Bevölkerungsentwicklung
| Jahr | Einwohner |
| ---- | --------- |
| 1933 | 866       |
| 1939 | 856       |
| 1970 | 1079      |
| 1980 | 1065      |
| 1990 | 1124      |
| 2000 | 1274      |
| 2010 | 1321      |
| 2013 | 1330      |
| 2017 | 1334      |
| 2020 | 1393      |

## Verkehr
Mitten durch den Ort verläuft die Bundesstraße 264. Der Ort wird durch die AVV-Buslinien 217, 276, SB 8 und SB 15 des Rurtalbus bedient, die allerdings allesamt nur werktags außer samstags verkehren. Zudem verkehrt die Nachtbuslinie N2. An Schultagen wird Golzheim von einer Fahrt der Linie 208 angefahren.
| Linie | Verlauf |
| ----- | --- |
| 208   | Düren Kaiserplatz – Distelrath – (Merzenich Rathaus –) Schöne Aussicht – Girbelsrath – Eschweiler über Feld – Nörvenich Alter Bf – Nörvenich Hommelsh. Weg – Hochkirchen – (Irresheim –) Eggersheim – Lüxheim – Gladbach – Müddersheim – Disternich – Sievernich – Bessenich – Zülpich Frankengraben – Adenauerpl./Schulzentr. |
| 217   | Merzenich Schule – Poolplatz – Schöne Aussicht – Girbelsrath – (Morschenich-Neu → Morschenich →) Golzheim |
| 276   | Düren Bf/ZOB – StadtCenter – Distelrath – Merzenich Schöne Aussicht – Golzheim – Buir / Blatzheim (– Bergerhausen – Manheim-neu – Langenich – Kerpen) |
| SB8   | Schnellbus: Düren Bf/ZOB – StadtCenter – Düren Kaiserplatz – Distelrath – Golzheim – Eschweiler über Feld – Nörvenich Alter Bf – Nörvenich Hommelsh. Weg |
| SB15  | Schnellbus: Froitzheim – Vettweiß – Gladbach – Lüxheim – Eggersheim – Hochkirchen – Nörvenich Hommelsh. Weg – Nörvenich Alter Bf – Eschweiler über Feld – Golzheim – Buir |
| N2    | Nachtbus: nur in den Nächten Fr/Sa und Sa/So Düren Bf/ZOB → Kaiserplatz → Merzenich → Nörvenich → Vettweiß → Stockheim → Binsfeld |

## Schulen
In Golzheim gibt es eine katholische Grundschule, die nach Johann Kaspar Kratz benannt ist. Eine Filiale der Gesamtschule Niederzier/Merzenich befindet sich in Merzenich. Die Hauptschüler fahren nach Nörvenich. Weiterführende Schulen gibt es in Düren.

## Vereine, Vereinigungen
Im Ort gibt es den FC Golzheim, den Turnverein Golzheim, die Karnevalsgesellschaft „Mir hahle Poohl“ 1905 e.V Golzheim, die Marianische Schützenbruderschaft Golzheim, das Tambourcorps Golzheim, den Kirchenchor „St. Gregorius Golzheim“, die Löschgruppe Golzheim der Freiwilligen Feuerwehr Merzenich mit Jugendfeuerwehr, Kaninchenzuchtverein, den Tennisverein und seit 2009 die Interessengemeinschaft „Golzheim aktiv“.

## Persönlichkeiten
- Otto Curtius (1653–1726), Pfarrer in Golzheim
- Johann Kaspar Kratz (1698–1737), Missionar der Jesuiten
- Hermann Joseph Stupp (1793–1870), Oberbürgermeister der Stadt Köln

## Sehenswürdigkeiten

### Alte Pfarrkirche/Ehrenmal
Der erste bekannte Kirchenbau entstand um 1569 (Jahreszahl des Schlusssteins). 1606 stürzte der Turm dieser Kirche durch einen sehr heftigen Windstoß auf das Dach der Kirche. Dabei zerbrach die größere von wahrscheinlich zwei Glocken. 1613 wurde der Turm der Kirche wieder aufgerichtet, ebenfalls wurde der Bau eines neuen Chors und vier gewölbter Anbauten veranlasst. Die Kirche brannte am 7. Oktober 1895 ab. Von dieser Kirche existiert heute nur noch der Kirchturm, der seit 1929 das Ehrenmal für die Golzheimer Gefallenen beherbergt. Bemerkenswert ist, dass das Ehrenmal nicht mit soldatischen beziehungsweise heroischen Figuren ausgestattet ist, sondern die Plastik einer Friedenstaube mit Ölzweig ins Zentrum rückt.

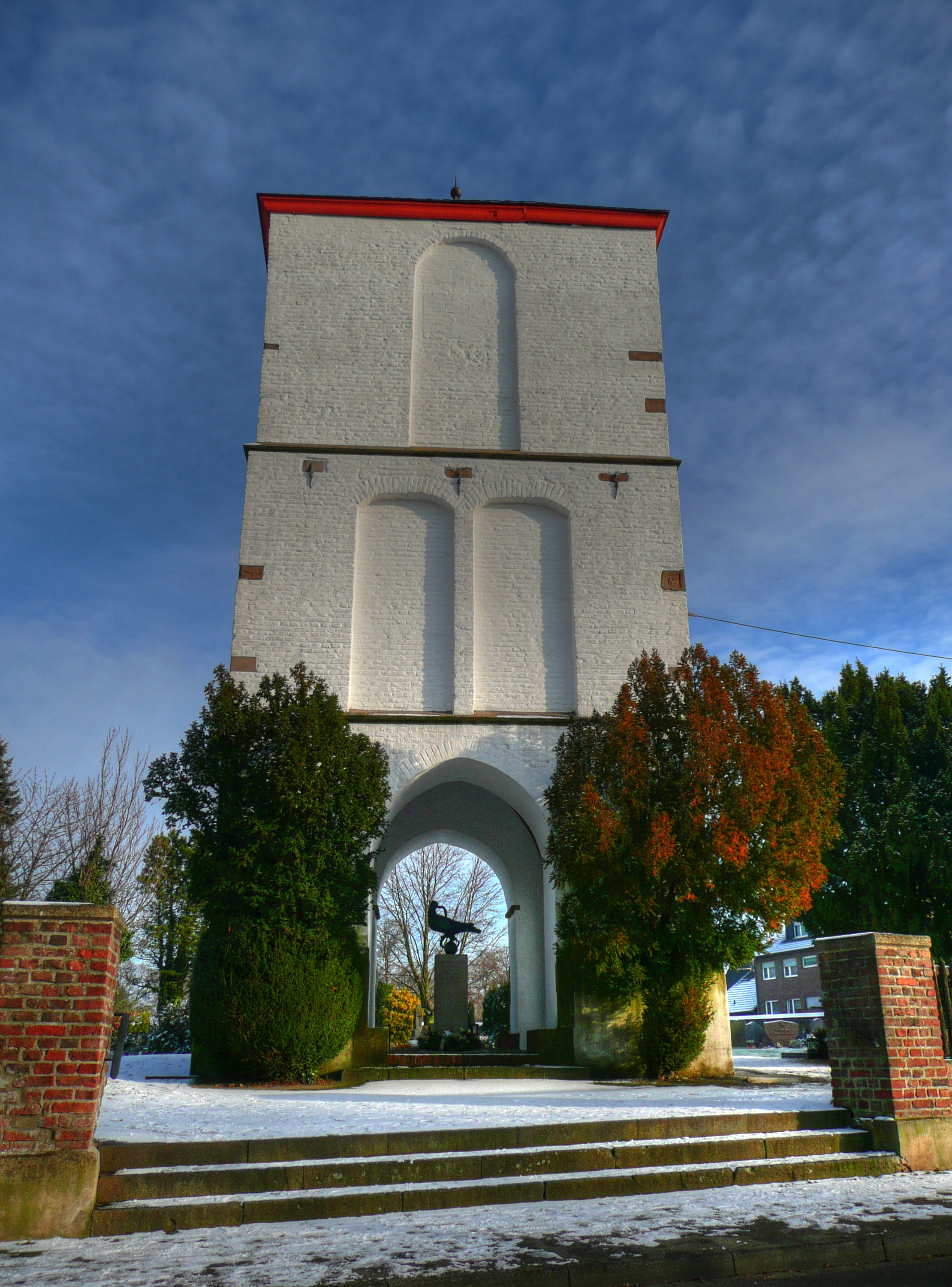
Turm der alten Pfarrkirche mit Ehrenmal
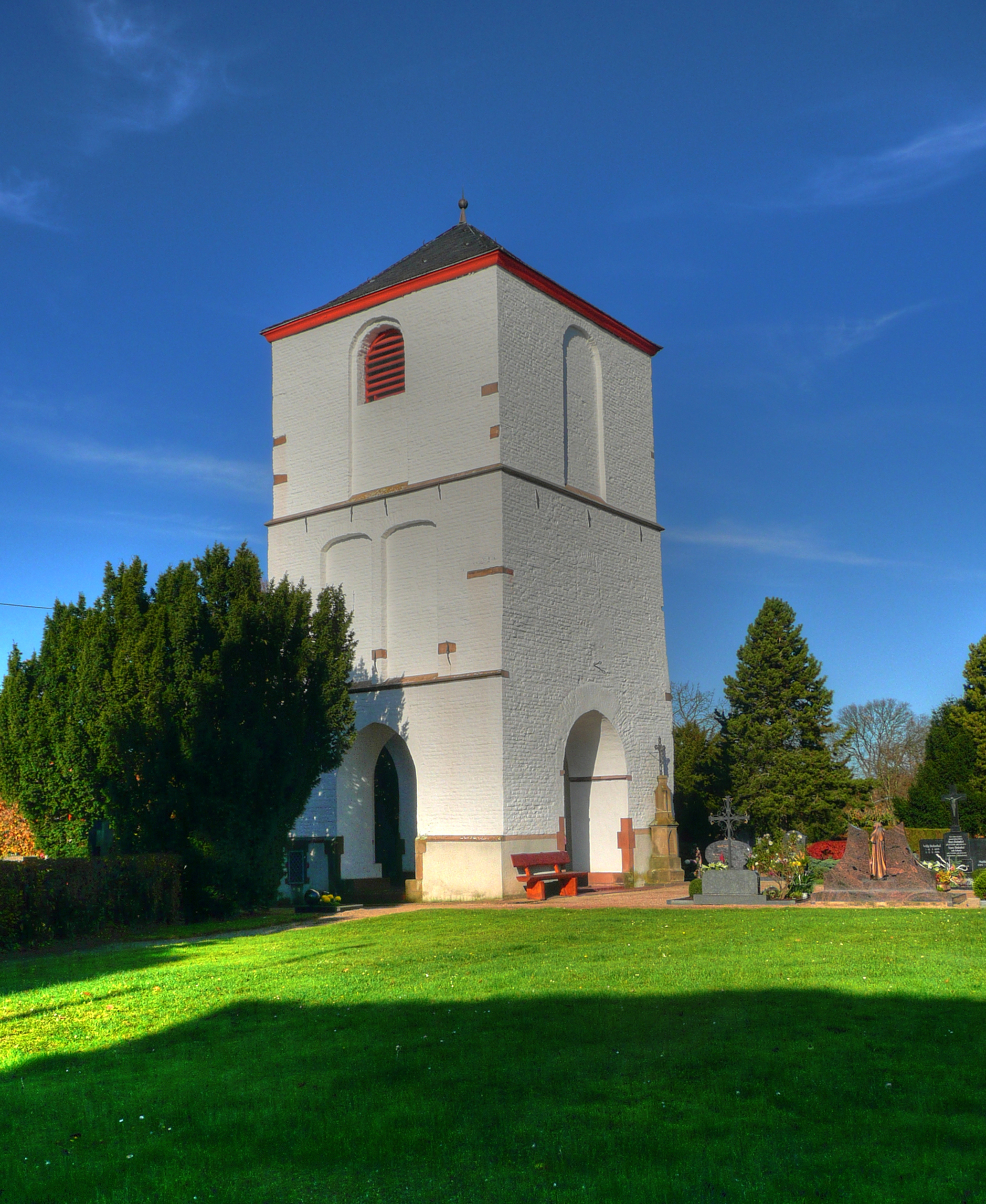
Turm der alten Pfarrkirche

### Neugotische Pfarrkirche
Der jetzige Backsteinbau der Pfarrkirche St. Gregorius wurde 1896/1897 im neugotischen Stil nach Plänen des Bonner Kirchenbaumeisters Johann Adam Rüppel errichtet. Der 33 Meter hohe spitze Turmhelm stürzte infolge der Schäden des Zweiten Weltkriegs am 28. Dezember 1945 auf das Kirchenschiff. An seine Stelle trat später eine wesentlich kleinere Spitze. Im Inneren der Pfarrkirche sind die Mosaiken der Freiburger Künstlerin Angelika Leonhard (jetzt: Angelika Khan-Leonhard) (Kreuzweg, Taufbecken) aus dem Jahre 1961 beachtenswert.

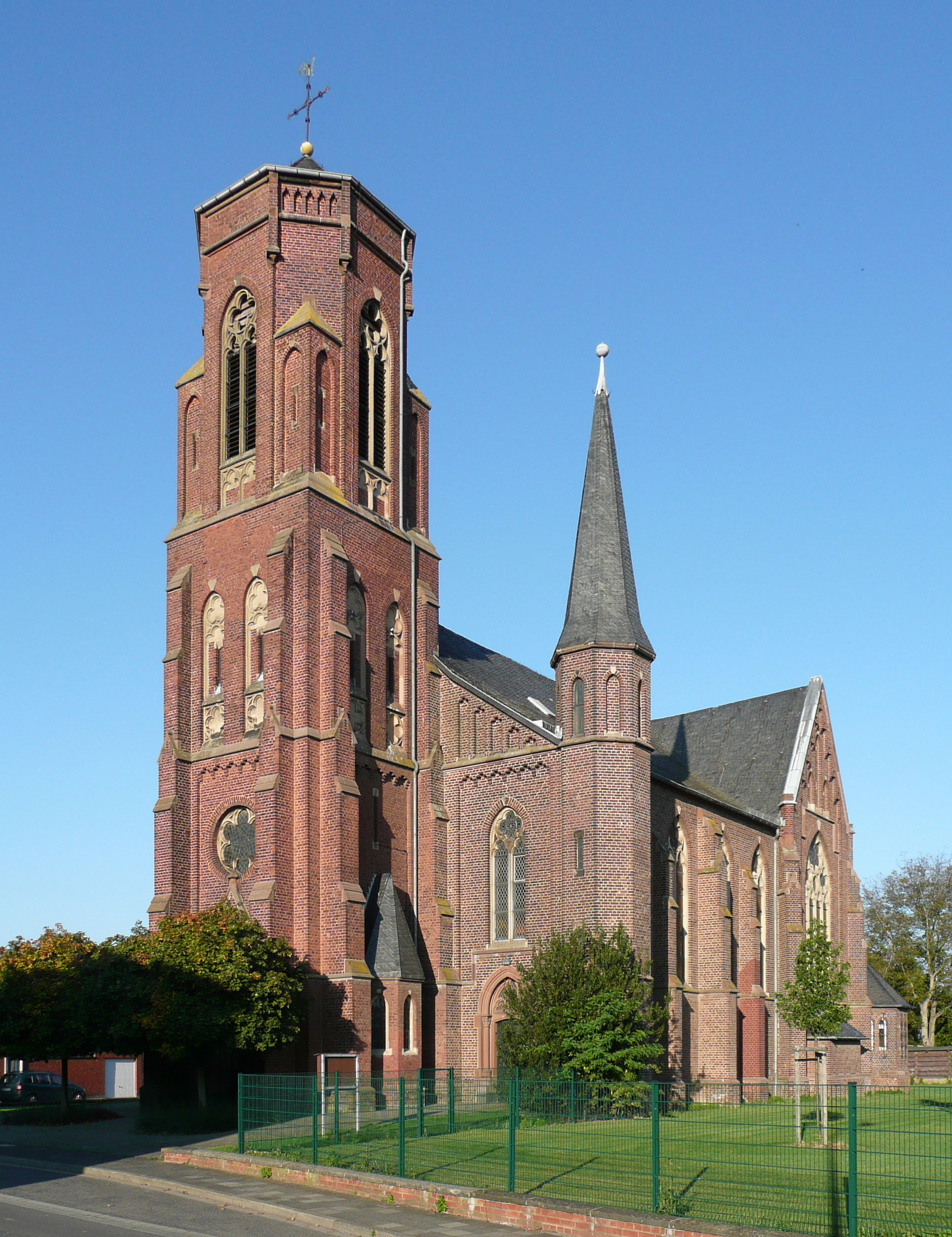
Die neugotische Pfarrkirche

### Fátimakapelle
1954 hatte anlässlich einer religiösen Woche in Golzheim zum Marianischen Jahr ein Pater aus Schönstatt zum Bau einer Marienkapelle aufgerufen. Auf Grund der langen Tradition der Marienverehrung in Golzheim und der persönlichen Verehrung der Muttergottes durch den damaligen Pfarrer Peter Hauser, fiel dieser Aufruf auf fruchtbaren Boden, so dass bald genügend Spenden eingekommen waren, um an eine konkrete Planung zu gehen. Das architektonische Vorbild für die Golzheimer Marienkapelle fand Pfarrer Hauser schließlich bei einem Besuch der 1955 von Le Corbusier fertiggestellten Wallfahrtskirche Notre-Dame-du-Haut bei Ronchamp. Der Dürener Architekt Richartz wurde beauftragt, die Golzheimer Kapelle in Anlehnung an Le Corbusiers Werk im Stile des Brutalismus zu entwerfen. Im Jahre 1957 wurde – anlässlich des 40. Jahrestages der Marienerscheinungen von Fátima – nach diesen Plänen die Golzheimer Kapelle im Pfarrgarten (Ecke Pützstraße/Johann-Kaspar-Kratz-Straße) errichtet. Unter der Bodenplatte ruht Erde von den Gräbern der Hirtenkinder Jacinta und Francisco Marto. Ebenfalls aus Fátima stammte die Marienstatue, die am 13. Mai 1958 (41. Jahrestag der ersten Marienerscheinung von Fátima) während der ersten Festandacht in der Kapelle aufgestellt wurde (Pfarrer Hauser war insgesamt viermal nach Fátima gepilgert). Höhepunkt der Golzheimer Marienverehrung ist auch heute noch die alljährliche Fátimafeier an einem Sonntag im Oktober.

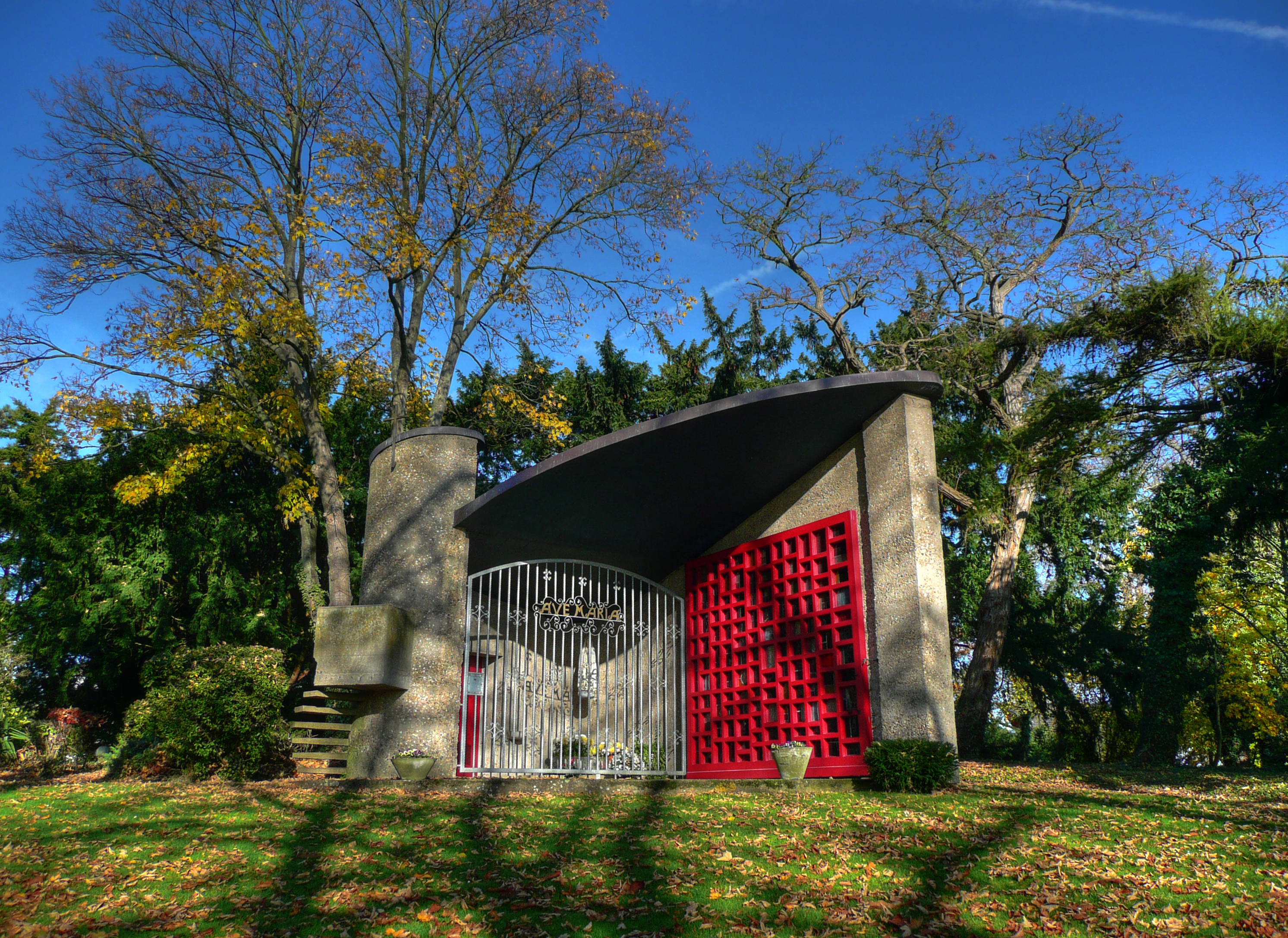
Fátimakapelle von Süden
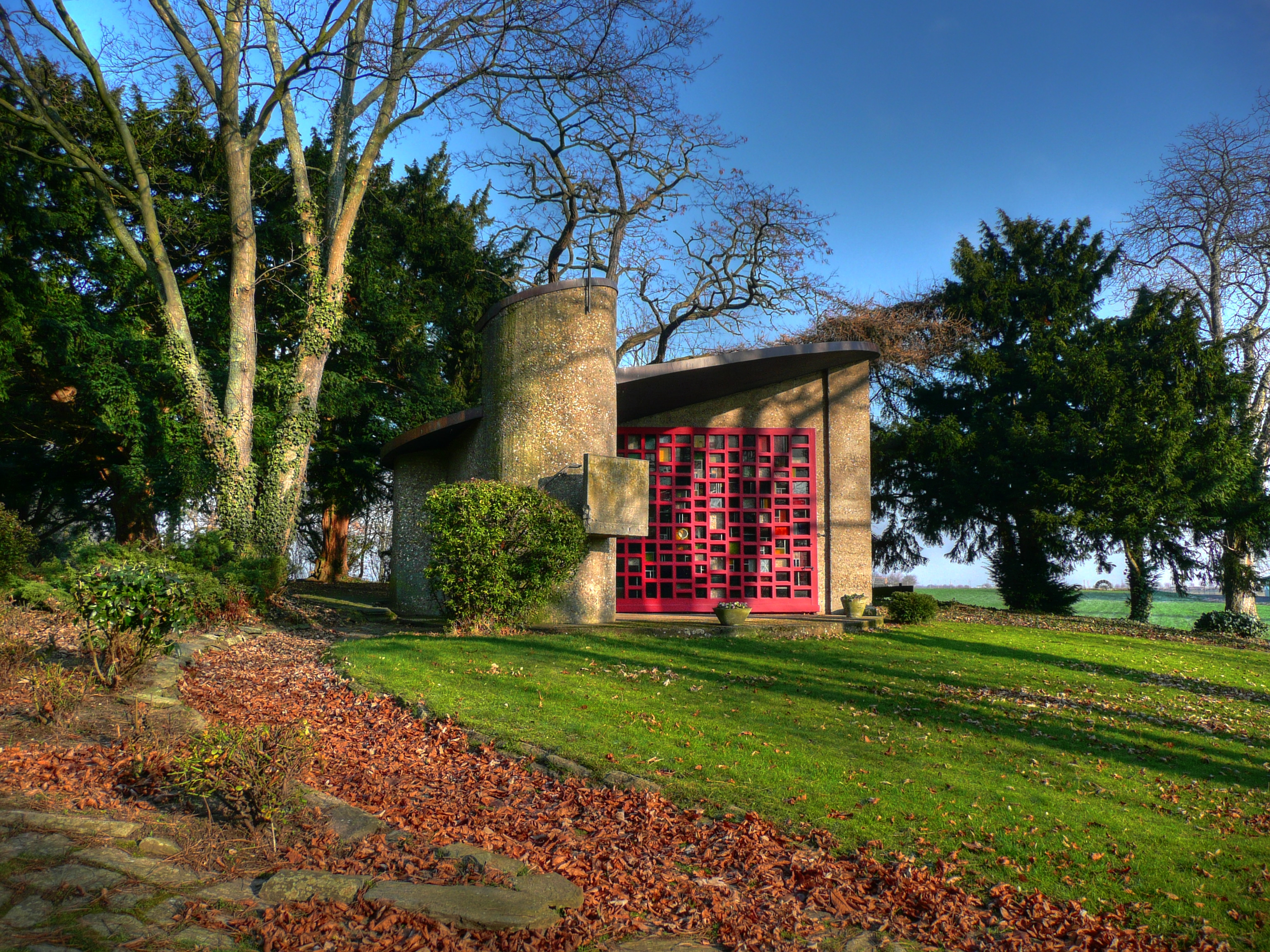
Fátimakapelle von Westen
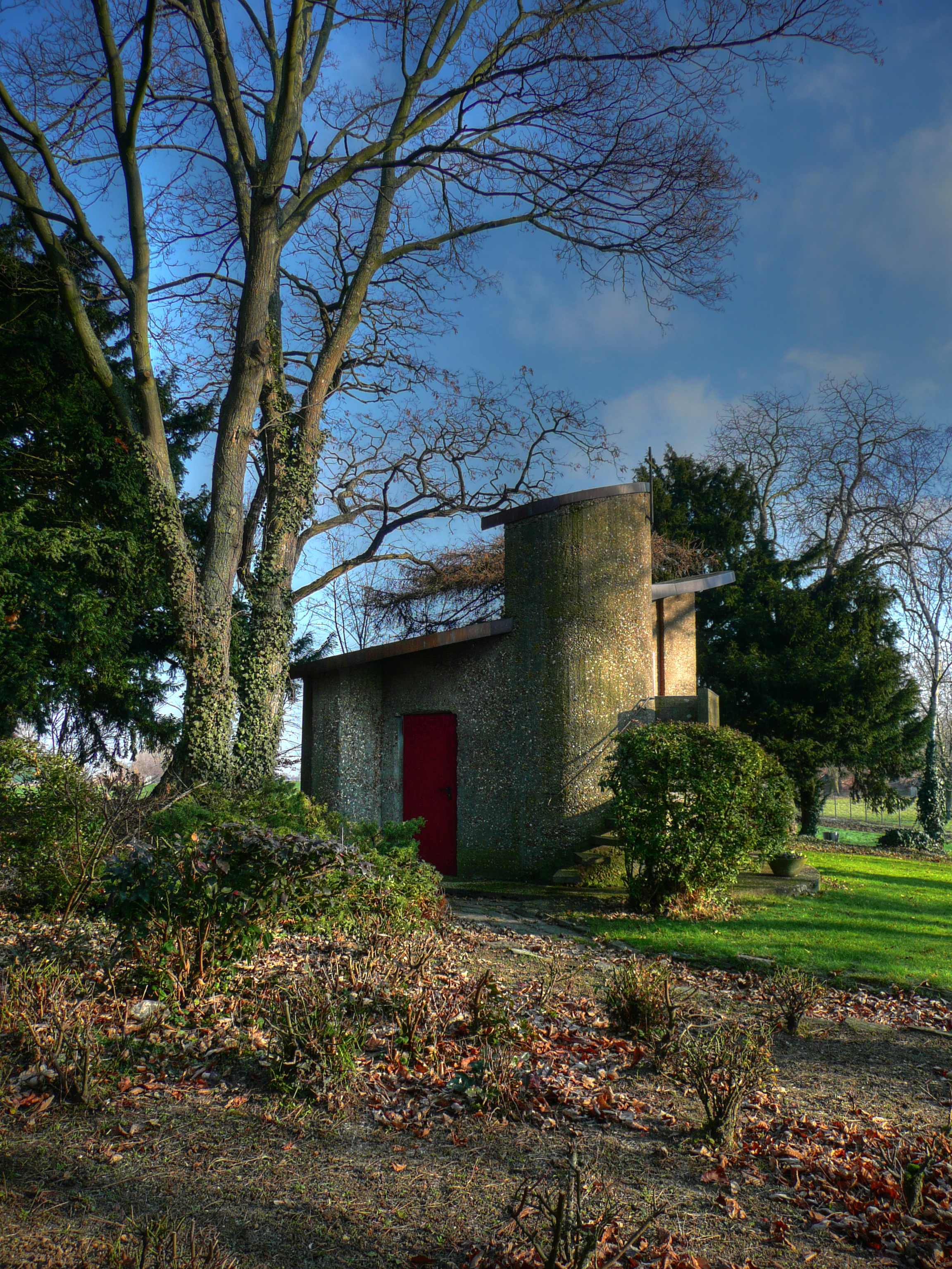
Fátimakapelle von Nordwesten

### Schützenhalle
Die Marianische Schützenbruderschaft Golzheim errichtete im Jahre 1882 auf ihrem Gelände am südöstlichen Rand des Dorfes, wo sich auch der Schützenplatz befindet, die Schützenhalle. Da die Bruderschaft zuvor Zelte zur Ausrichtung ihrer Festlichkeiten benutzt hatte, heißt die Schützenhalle bis heute im Golzheimer Volksmund „De Zelt“. Nach der Zerstörung der alten Golzheimer Pfarrkirche am 7. Oktober 1895 diente die Schützenhalle bis zur Fertigstellung der neuen Kirche im Jahre 1897 mit bischöflicher Genehmigung als Ersatzgotteshaus.

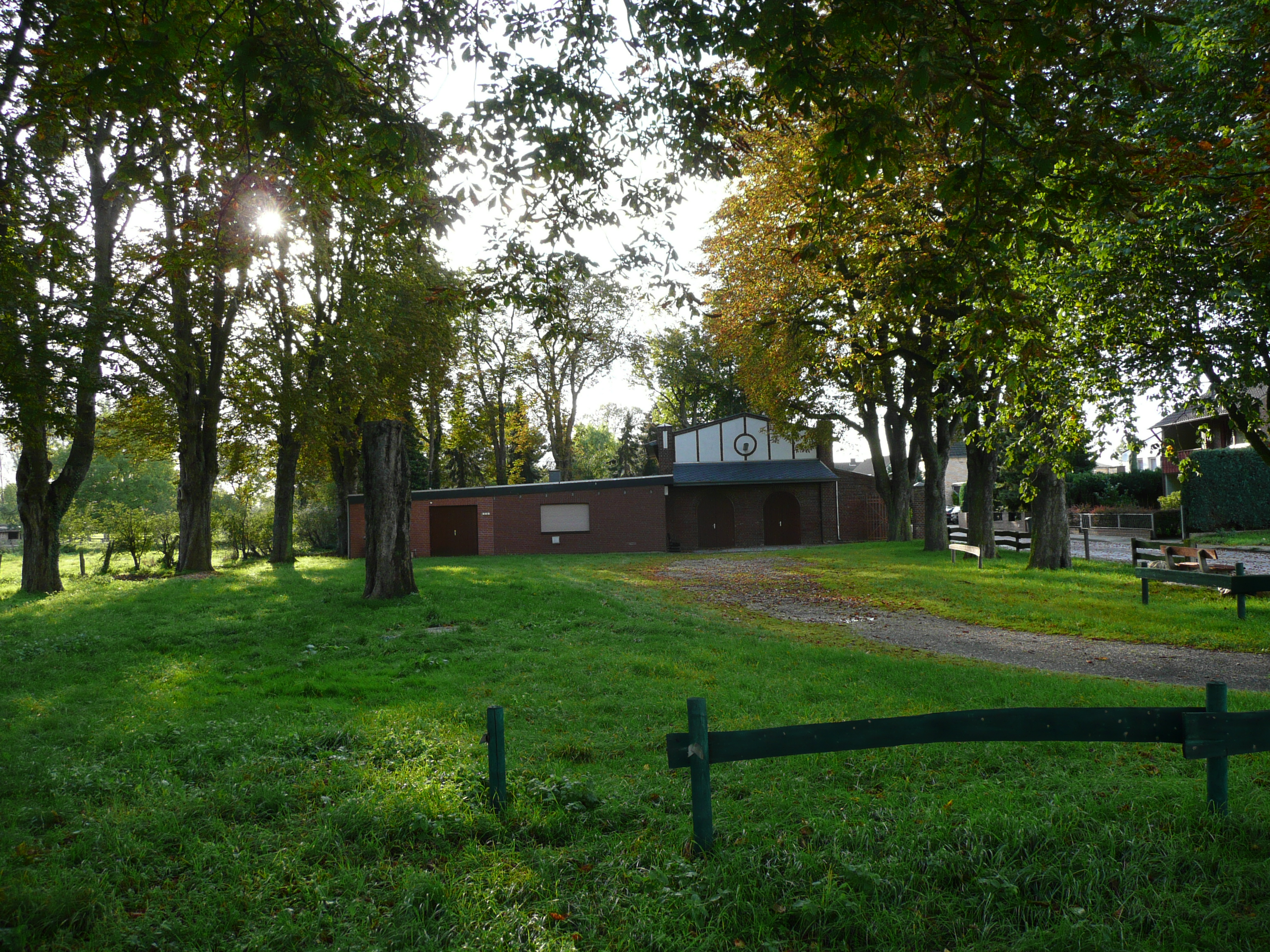
Schützenplatz und Schützenhalle

### Gasthaus „Zur Löv“
Das in der Aachener Straße befindliche Gasthaus fällt sofort durch seine Bauart mit einem vorspringenden hohen Obergeschoss auf. Früher war das Untergeschoss eine offene Halle, die erst später zugemauert wurde. Der Name „Zur Löv“ leitet sich von dem mittelhochdeutschen Wort für „Laube“ ab, das diese Bauart charakterisiert. Der Name „Zur Löv“ ist seit der zweiten Hälfte des 18. Jahrhunderts belegt. Ob das Gebäude früher auch Gerichtssitz war, wie oft angenommen wird, bleibt zweifelhaft.
Allerdings wechseln die Besitzer des Gasthauses häufig. Seit 2008 ist die Löv im neuen Eigentum. 2009 und 2010 wurde das Gebäude kernsaniert und zusätzlich als 3 Sterne plus Hotel ausgebaut. Der Innenhof dient als ansprechender Biergarten und wird unter dem Namen Gasthaus Hotel*** zur Löv mit Restaurant geführt.

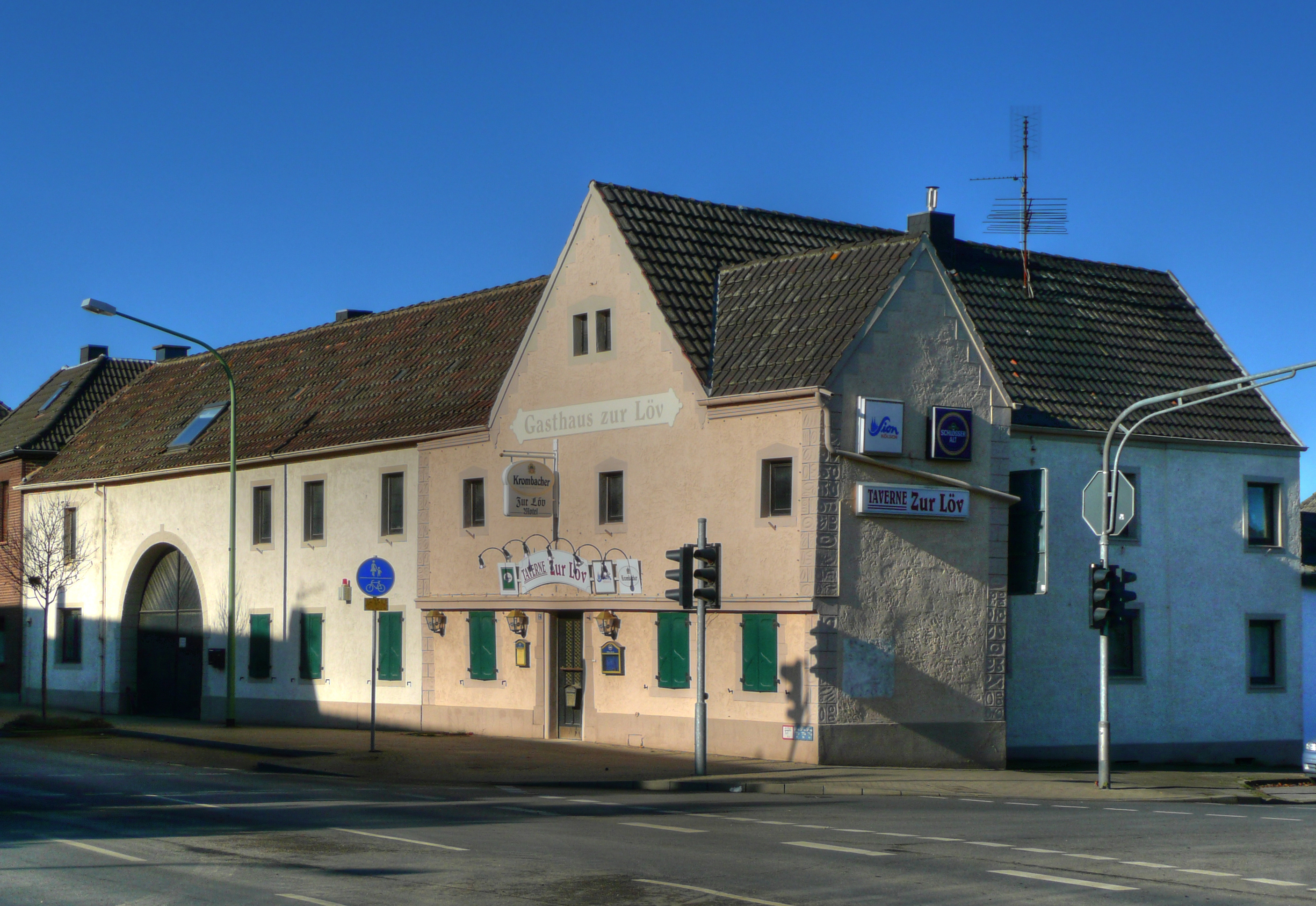
Gasthaus „Zur Löv“

### Gutshöfe
Am östlichen Ortsrand befindet sich ein Gutshof, die sogenannte Ahrburg. Der Name geht auf das Geschlecht der Ahr von Golzheim zurück. Mitten im Ort – in der heutigen Buirer Straße – liegt ein weiteres großes Gut, die Stacherburg. Dieses Gut geht auf einen Junker Stach von Golzheim im 13. Jahrhundert zurück. Der Hahnerhof, ebenfalls im Ortszentrum gelegen (Ecke Buirer Straße/Pastoratstraße), kann auf über 160 Jahre Geschichte zurückschauen.
Westlich im Dorf gelegen befindet sich der Wenauer Hof. Im Bereich der Hunsgasse lag der heute nicht mehr existente Hüttenhof. Dieser hatte einen Vorläufer, Pützhof genannt, der sich vermutlich an anderer Stelle befand. Der Schoellerhof befindet sich auf dem Gebiet des untergegangenen Weilers Bauweiler. Die südwestlich von Golzheim gelegene Hofsiedlung Hüppelheim verschwand vermutlich bereits im Mittelalter.

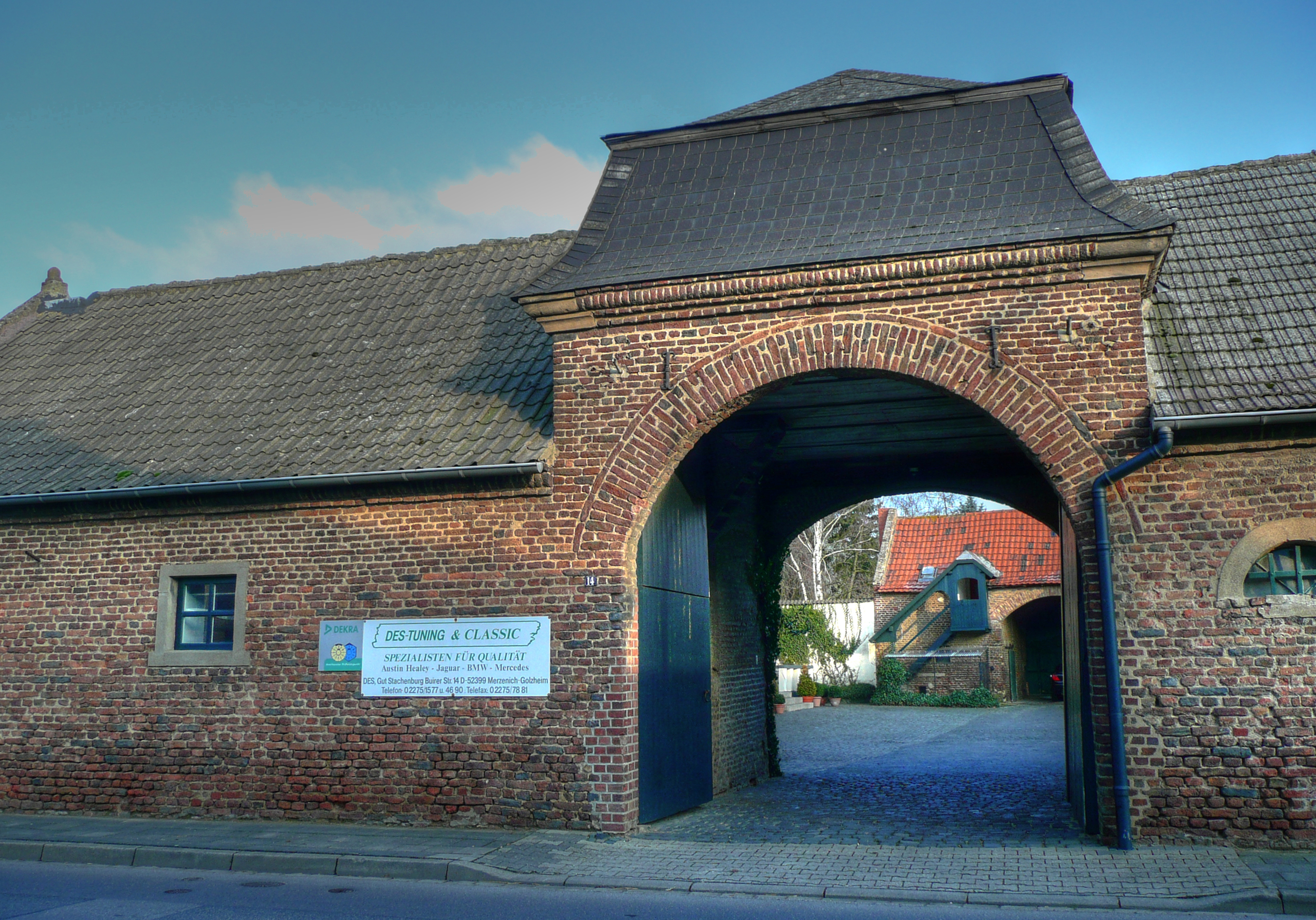
Toreinfahrt der Stachenburg
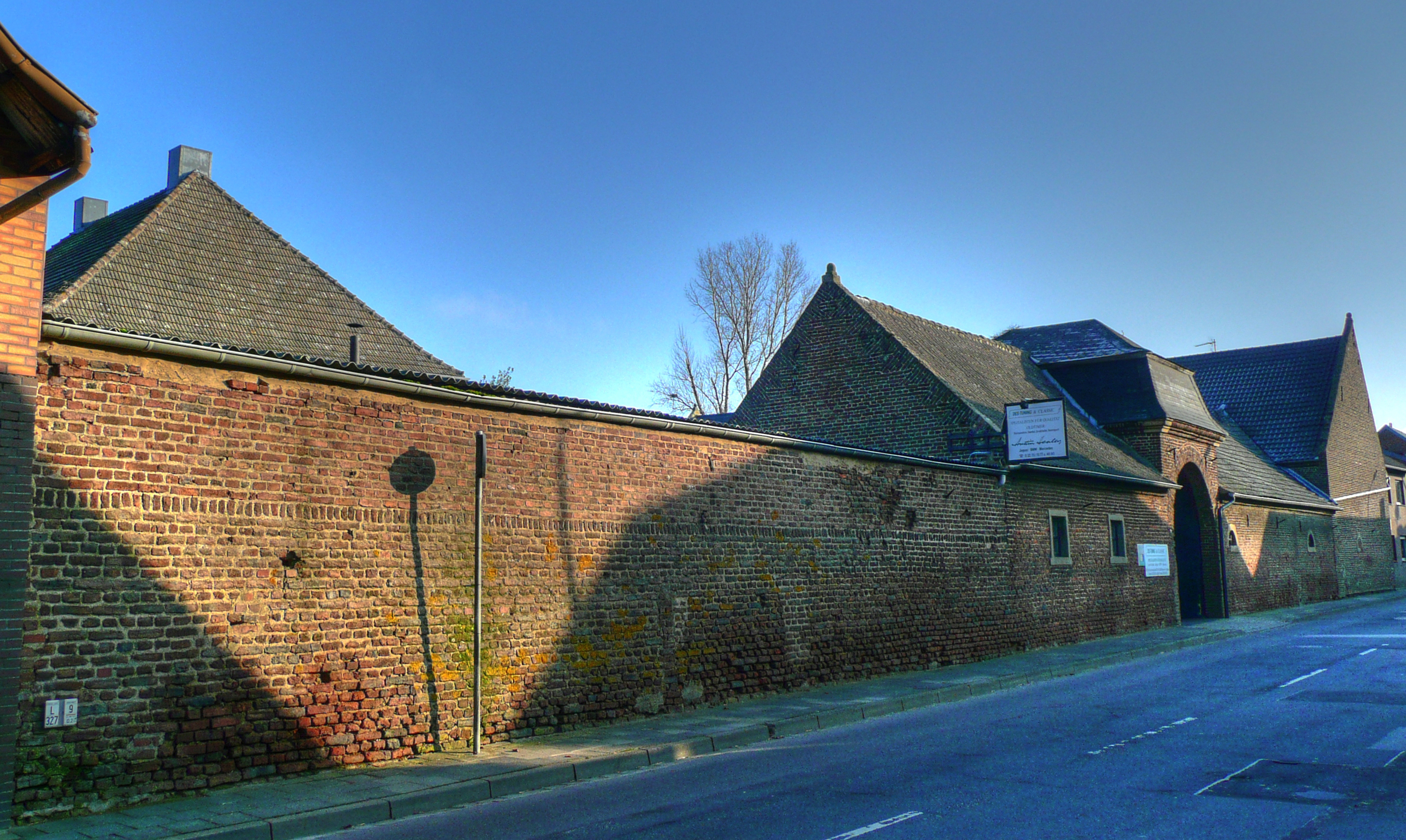
Außenmauer der Stachenburg in der Buirer Straße
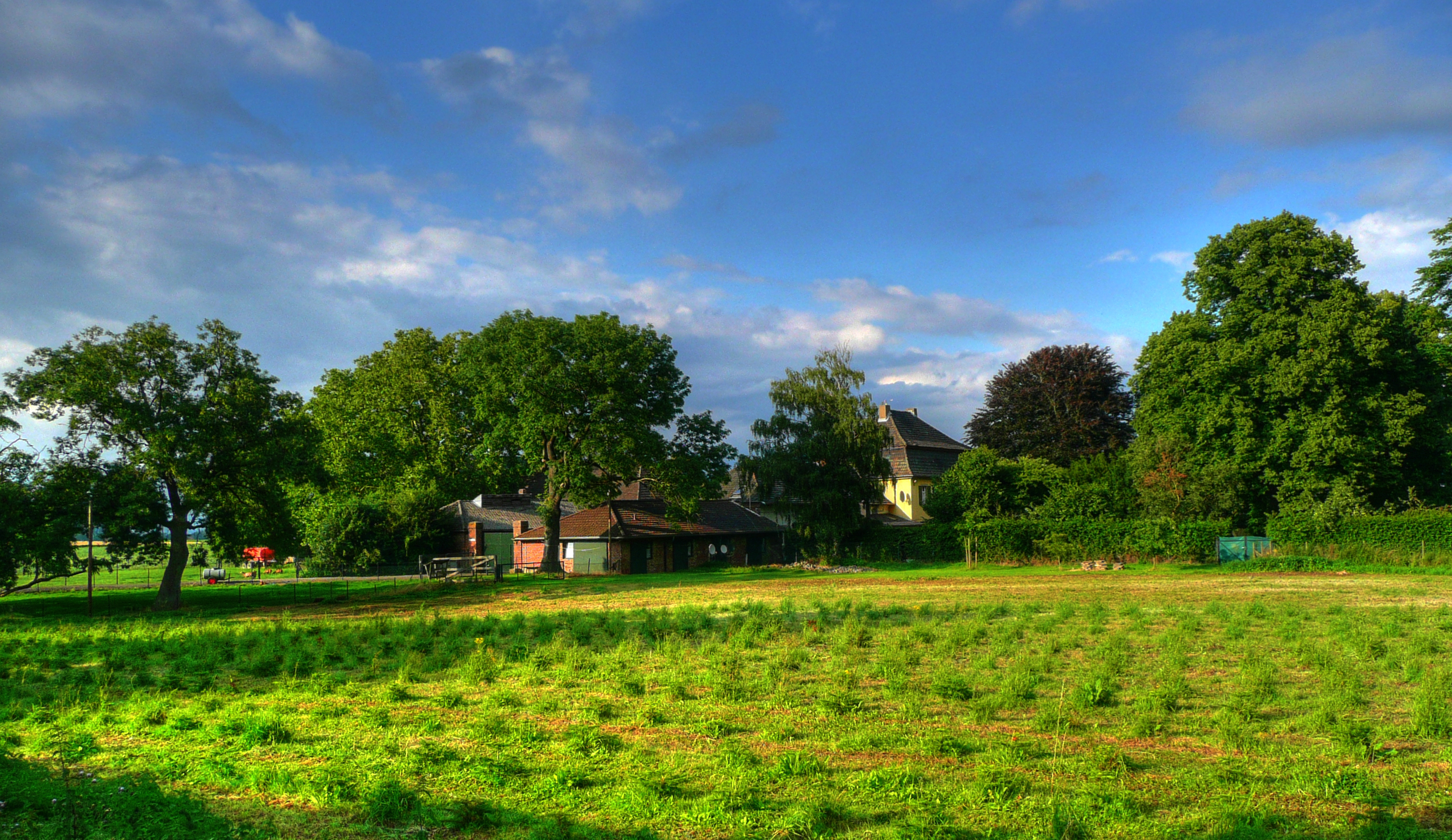
Blick von Südwesten auf die Ahrburg
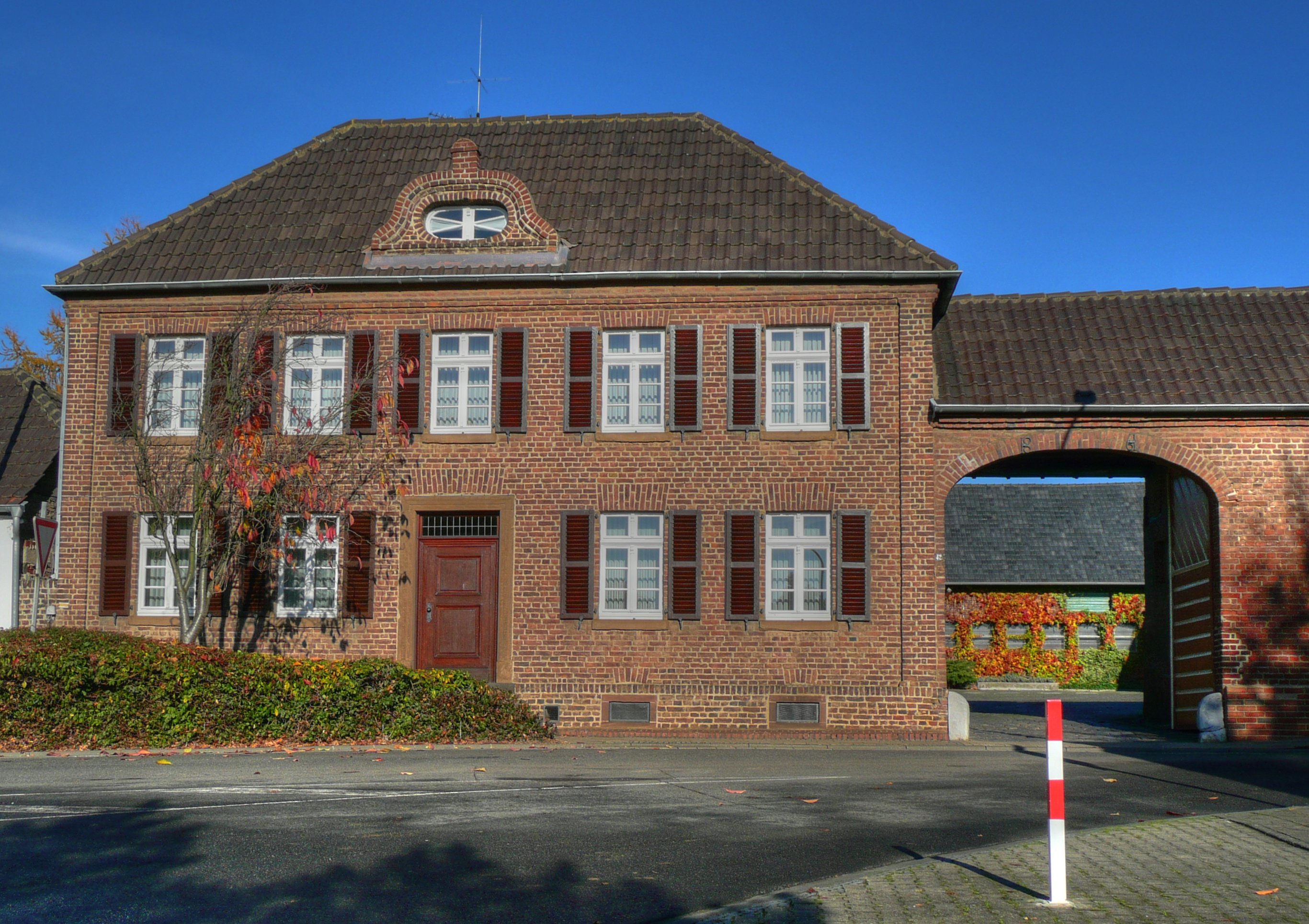
Hahnerhof
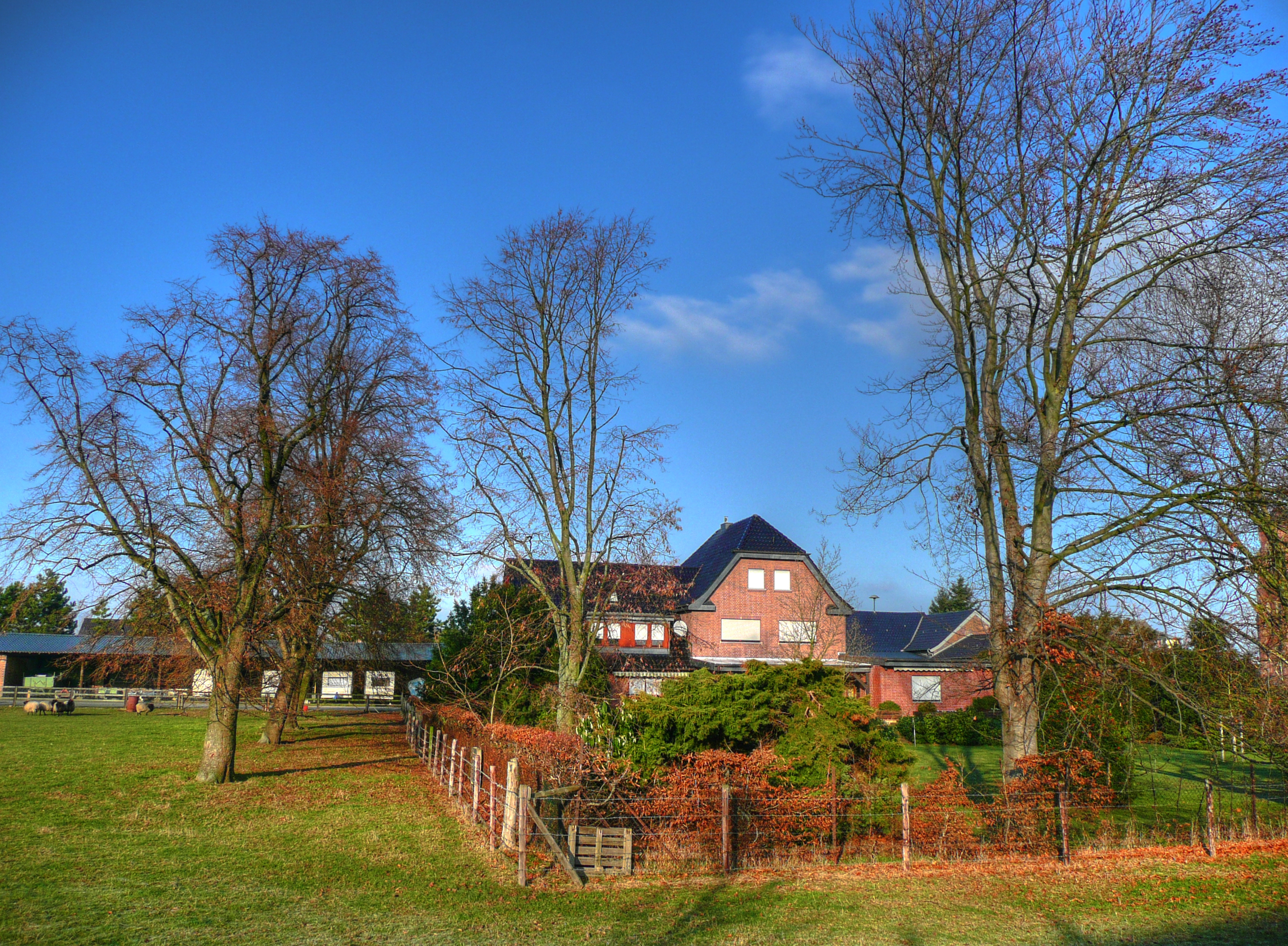
Wenauer Hof

### Historische Grabdenkmäler
Auf dem Friedhof befinden sich vier Grabdenkmäler aus der zweiten Hälfte des 17. Jahrhunderts und zwölf Grabdenkmäler aus dem 18. Jahrhundert. Ein weiteres Grabdenkmal aus dem 18. Jahrhundert befindet sich an der Osteinfahrt zur Ahrburg.

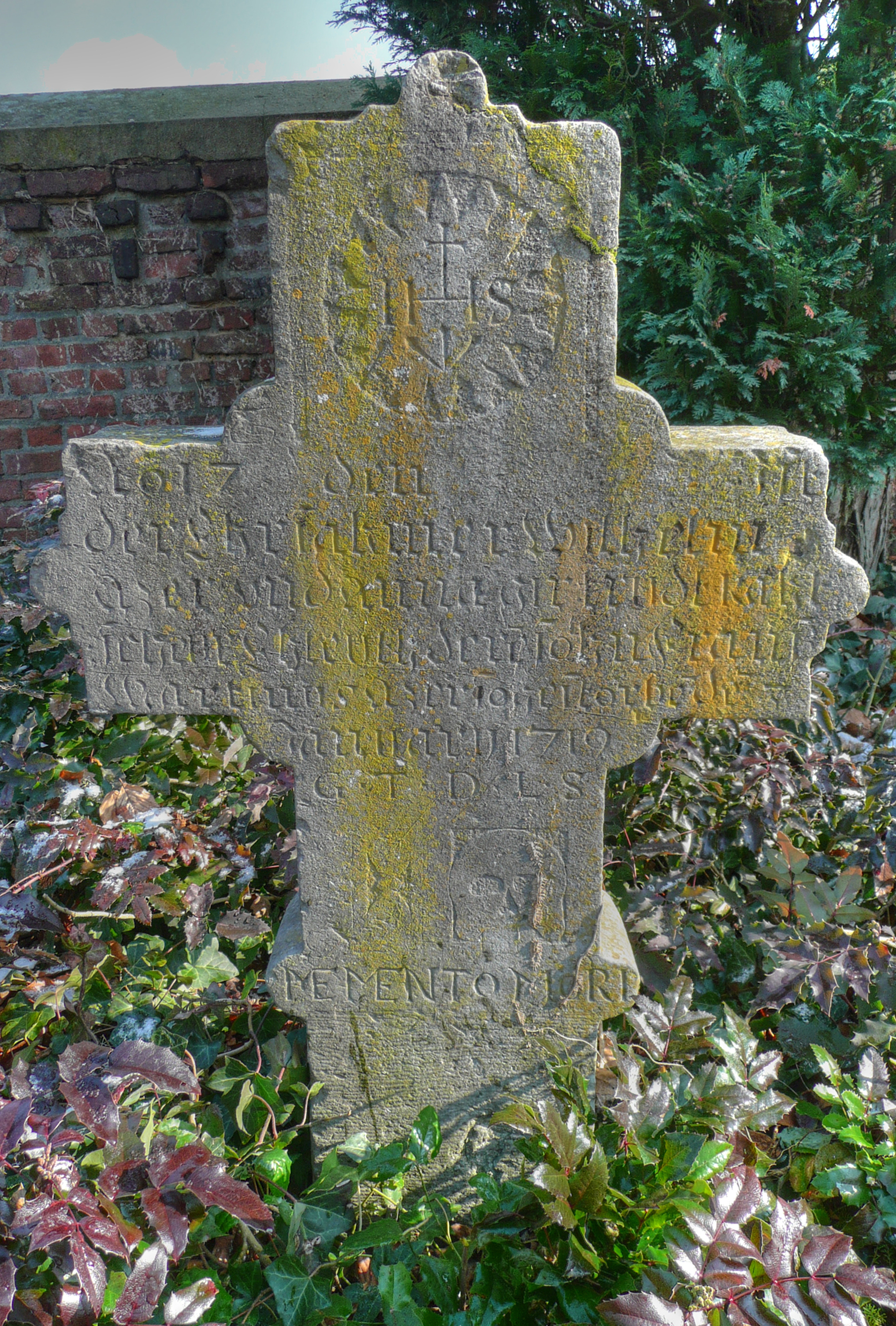
Grabkreuz Franz Martin Axer (1719)
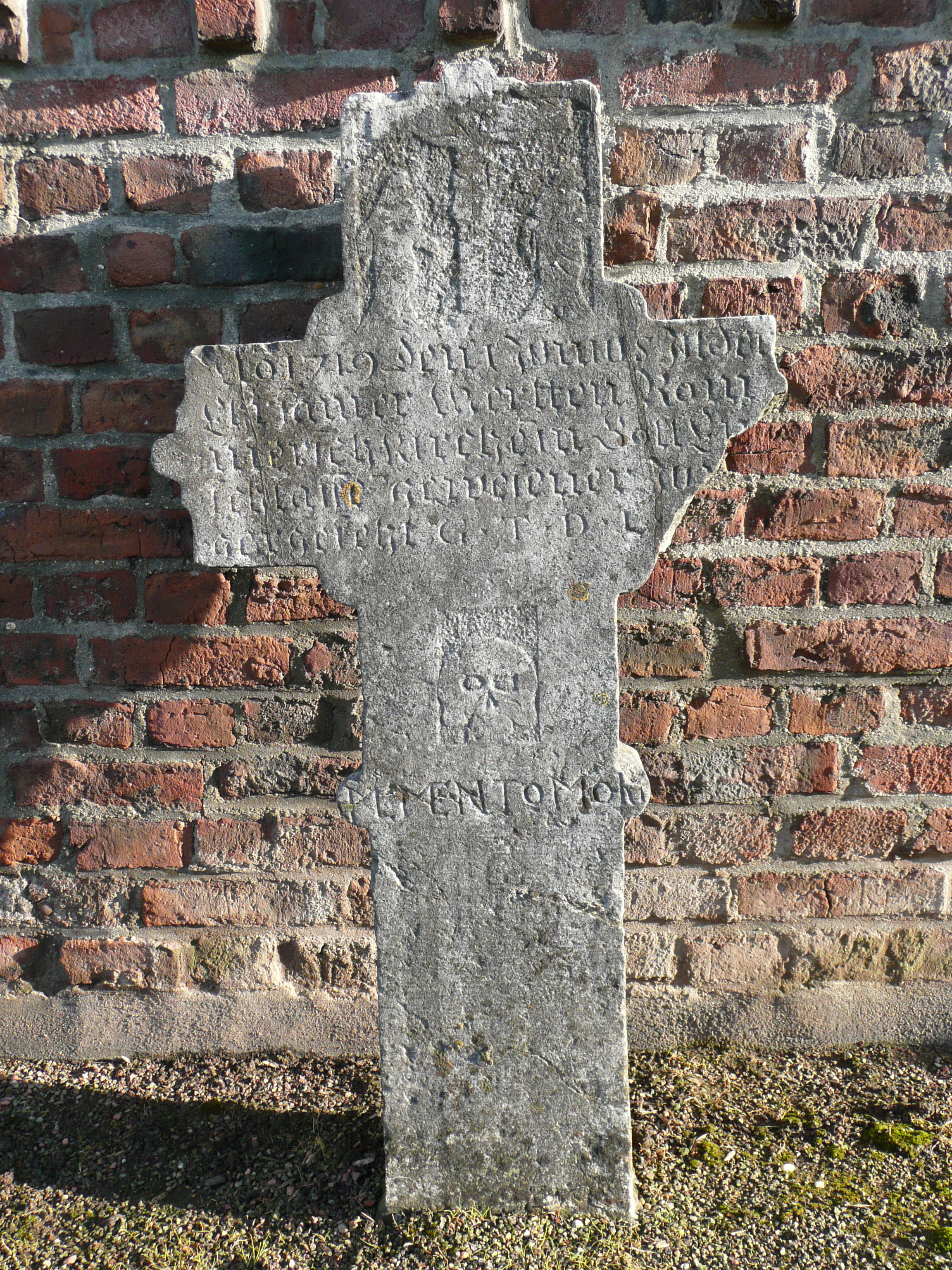
Grabkreuz Merten Rommerskirchen (1719)
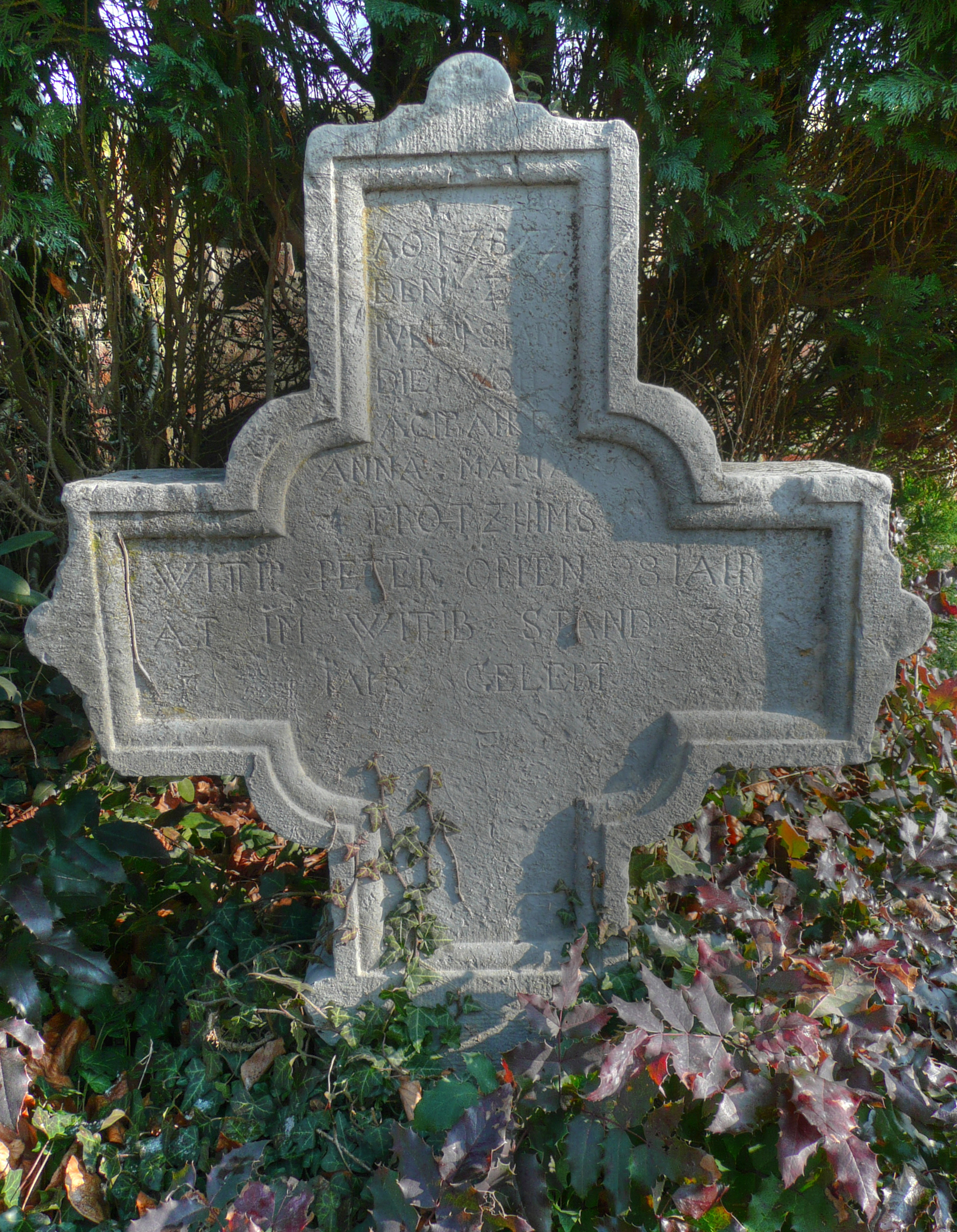
Grabkreuz Anna Maria Froitzheim (1782)

## Sonstiges
Der Diplomingenieur für Elektrotechnik Josef Hilger hat in Golzheim eine große Privatsammlung zur Fernsehserie Raumpatrouille – Die phantastischen Abenteuer des Raumschiffes Orion aufgebaut. Über diese Sammlung hat er im Jahr 2000 ein Buch herausgebracht, das zum Standardwerk für die Fans der Serie geworden ist.
Siehe auch Orionmuseum